# 3α-羟基胆烷酸脱氢酶
3α-羟基胆烷酸脱氢酶（英語：3alpha-hydroxycholanate dehydrogenase，EC 1.1.1.52（页面存档备份，存于））化学式为：C1197H1920O370N338S13是一种以NAD+或NADP+为受体、作用于供体CH-OH基团上的氧化还原酶。这种酶能催化以下酶促反应：
石胆酸 + NAD+ {\displaystyle \rightleftharpoons } 3-氧代-5β-胆烷酸 + NADH + H+
3α-羟基胆烷酸脱氢酶也能以一酸性支链作用于3α-羟基类固醇
1. ↑  . web.expasy.org.   [2025-07-15].